# Диківка
Ди́ківка — село в Україні, у Пантаївській селищній громаді Олександрійського району Кіровоградської області. Населення становить 1615 осіб. Колишній центр Диківської сільської ради.

## Географія
У селі річка Жива та Балка Кіслякова впадають в Інгулець.

## Історія
У 1754-59 роках тут була 18 рота новосербського Гусарського полку (кінного). Інші назви села: Горобцівський шанець, Самбор, Сомбор (від сербського міста — Сомбор).
Станом на 1886 рік у селі, центрі Диківської волості Олександрійського повіту Херсонської губернії, мешкало 3765 осіб, налічувалось 758 дворових господарств, існували православна церква, школа та 2 лавки, відбувались 3 щорічні ярмарки: Олесіївська 17 березня, Прокопівська 8 липня та Фомина 6 жовтня, базари по неділях.
Під час Голодомору-геноциду тут була репресована місцева жителька Соломія Дикаренко .

## Населення
Згідно з переписом УРСР 1989 року чисельність наявного населення села становила 1867 осіб, з яких 827 чоловіків та 1040 жінок.
За переписом населення України 2001 року в селі мешкало 1614 осіб.

### Мова
Розподіл населення за рідною мовою за даними перепису 2001 року:
| Мова       | Відсоток |
| ---------- | -------- |
| українська | 93,68 %  |
| російська  | 4,27 %   |
| молдовська | 1,30 %   |
| білоруська | 0,25 %   |
| польська   | 0,06 %   |
| угорська   | 0,06 %   |
| інші       | 0,38 %   |